# 마이클 대나
마이클 대나(Mychael Danna, 1958년 9월 20일 ~ )는 캐나다의 영화 음악 작곡가이다.

## 내력
동생 제프 대나도 영화 음악 작곡가이다. 1987년 아톰 에고얀이 감독한 《패밀리 뷰잉》으로 데뷔, 지니상 작곡 부문에 노미네이트되었다. 토론토 대학교에서 작곡을 공부하였고, 1985년에 글렌 굴드 작곡 장학금에 선정됐다. 1987년부터 1992년까지 토론토 맥로플린 플라네타륨 전속 작곡가를 맡았다. 2012년 영화 《라이프 오브 파이》로 아카데미 음악상과 골든 글로브 음악상을 수상했다.

## 작품 목록
- 더 웨이 홈 (음악)